# نصر الدين الغريب
الشيخ نصر الدين الغريب وهو رجل دين درزي ولد في بلدة كفر متى في قضاء عاليه وهو شقيق القاضي الشيخ مسعود الغريب الذي قتل خلال اجتياح الميليشيات المسيحية اليمينية لبلدته كفرمتى ومنطقة الشحار الغربي خلال الحرب الاهلية اللبنانية مع أكثر من 100 درزي من أبناء بلدته.
وبرز اسم الشيخ نصرالدين الغريب بعدما سماه الزعيم الدرزي الأمير طلال أرسلان (نائب في البرلمان اللبناني ورئيس الحزب الديمقراطي اللبناني) كشيخ عقل للطائفة الدرزية في 24 ايلول 2006 اثر اقرار مجلس النواب اللبناني لتعديلات قانون الاوقاف الدرزية الذي دعمه الزعيم الابرز لدروز لبنان وليد جنبلاط (نائب في البرلمان اللبناني ورئيس الحزب التقدمي الاشتراكي) وعارضه ارسلان وعدد من القوى الدرزية.
لا تعترف الدولة لبنانيا رسميا الا بشيخ عقل واحد لطائفة المسلمين الموحدين الدروز في لبنان هو الشيخ نعيم حسن ومقره دار الطائفة الدرزية في منطقة فردان في بيروت علما ان مشيخة العقل الدرزية تتبع مباشرة لرئاسة مجلس الوزراء اللبناني.